# Faysal II d'Iraq
Fayṣal II bin Ghazi (in arabo الملك فيصل الثاني‎?; Baghdad, 2 maggio 1935 – Baghdad, 14 luglio 1958) è stato il terzo e ultimo re dell'Iraq.

## Biografia

### Famiglia e primi anni vita

#### Nascita e primi anni
Faysal b. Ghāzī b. Faysal b. al-Husayn b. al-Sharīf Muhammad b. ʿAbd al-Muʿīn b. ʿAwn b. Muhsin b. ʿAbd Allāh b. al-Husayn b. ʿAbd Allāh, Sharīf di Mecca, nacque a Baghdad il 2 maggio 1935; era figlio del secondo re dell'Iraq, Ghāzī e di sua moglie Aliya, seconda figlia di Ali ibn al-Husayn, re dell'Hijaz e sceriffo de La Mecca. Suo padre rimase ucciso in un incidente stradale misterioso quando aveva tre anni. Fino al 1953, quando raggiunse la maggiore età, fu reggente suo zio Abd al-Ilah ibn Ali al-Hashimi.
Re Faysal, che ispirò lo scrittore di fumetti belga Hergé per il suo principe Abdullah di Khemed nella serie Le avventure di Tintin, soffriva di asma.

### Colpo di stato del 1941

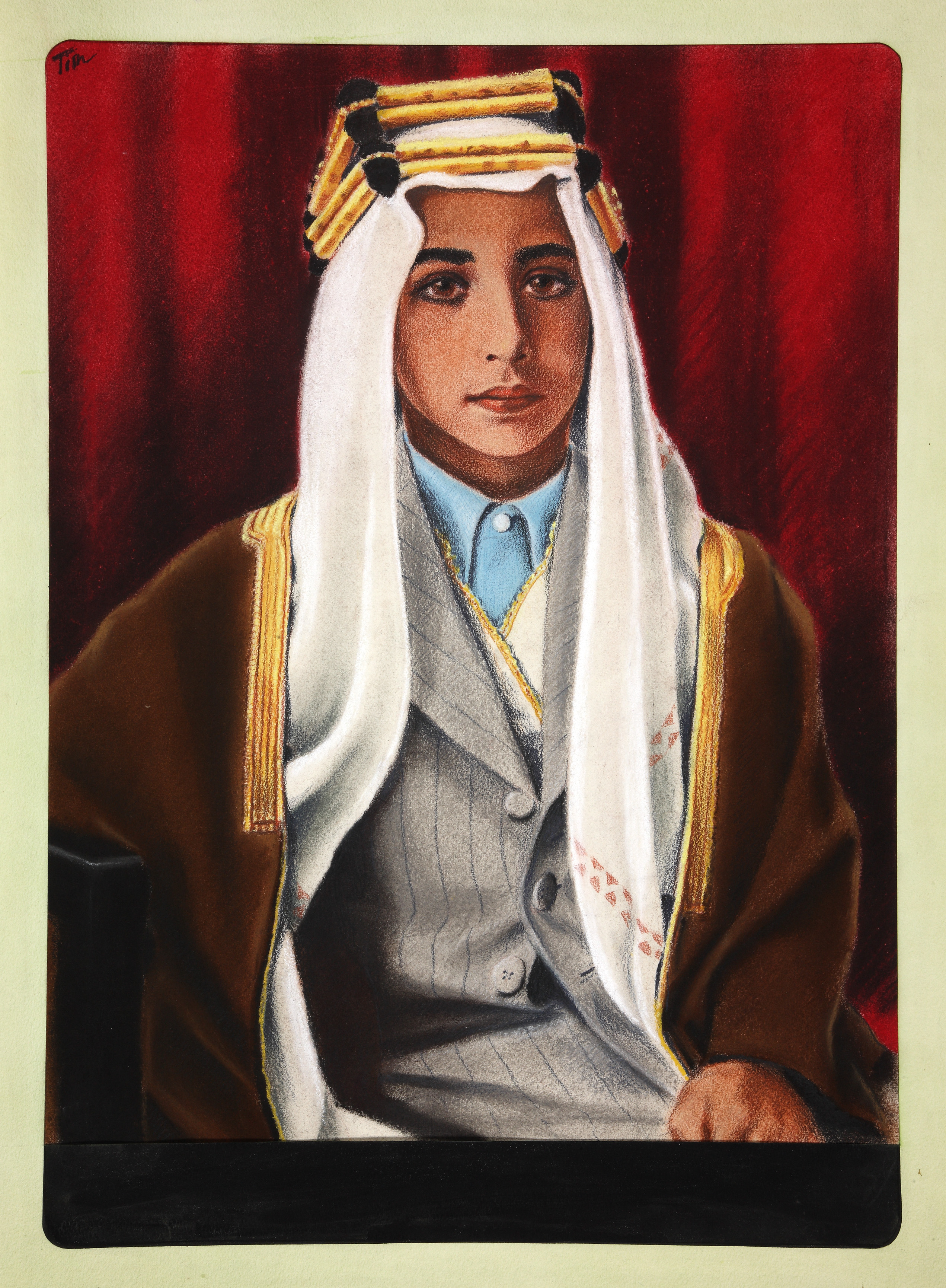
Re Faysal nel 1944 circa

L'infanzia di Faysal coincise con la seconda guerra mondiale, nella quale il suo paese era formalmente alleato del Regno Unito. Nell'aprile del 1941 lo zio 'Abd al-Ilah fu brevemente deposto come reggente da un colpo di Stato militare che aveva lo scopo di allineare l'Iraq con le potenze dell'Asse. Questo fatto presto portò alla guerra anglo-irachena. I tedeschi promisero aiuti che non vennero mai e 'Abd al-Ilah venne restaurato al potere da una forza alleata combinata composta dalla Legione araba, dalla Royal Air Force e dalle altre unità britanniche. Dopo la sconfitta dei golpisti, il paese rientrò nell'alleanza britannica e, alla fine della guerra, si unì alla Nazioni Unite.
Durante i suoi primi anni Faysal venne istruito nel Palazzo Reale con molti altri ragazzi iracheni. Negli anni della seconda guerra mondiale visse per qualche tempo con la madre a Grove Lodge a Winkfield Row nel Berkshire. Da adolescente, Faysal frequentò la Harrow School con il suo cugino di secondo grado Husayn, che in seguito divenne re di Giordania. I due ragazzi erano amici intimi e programmarono una fase iniziale di fusione dei loro due regni, per contrastare i militanti panarabi e nazionalisti, da essi considerati minacciosi.
Nel 1952 Faysal visitò gli Stati Uniti, dove incontrò il presidente Harry Truman, Dean Acheson, l'attore James Mason e Jackie Robinson, tra gli altri.
Lo zio reggente, e in seguito anche lui stesso, consentirono al Regno Unito di mantenere un ruolo costante negli affari iracheni attraverso il trattato anglo-iracheno del 1948 e, più tardi, con il patto di Baghdad, firmato nel 1955. Ciascuna di queste alleanze fu accolta da proteste di massa che causarono la morte di centinaia di manifestanti e un crescente deterioramento della fedeltà alla corona irachena.

### Fine della reggenza

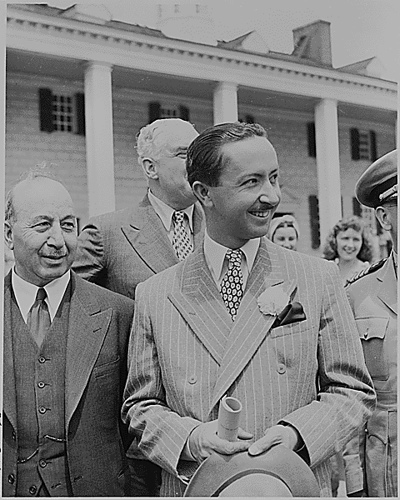
Il principe Abd al-Ilah ibn Ali al-Hashimi a Mount Vernon (USA). Egli fu reggente del nipote e venne ucciso con lui nel 1958.

Faysal raggiunse la maggiore età il 2 maggio 1953 e iniziò il suo dominio attivo con poca esperienza e nel corso di un clima politico e sociale nazionale in pieno cambiamento, aggravato dal rapido sviluppo del nazionalismo pan-arabo.
Faysal inizialmente chiese consigli sulle politiche da attuare all'ex reggente Abd al-Ilah ibn Ali al-Hashimi e al generale Nuri al-Sa'id, un nazionalista veterano della politica che aveva già ricoperto l'incarico di Primo ministro per diversi mandati. Nel corso del 1950 il re e i suoi consiglieri scelsero di investire i crescenti ricavi provenienti dal petrolio in progetti di sviluppo che alcuni sostenevano essere sempre più lontani della classe media, in rapida crescita, e dai contadini. Il Partito Comunista Iracheno aumentò sempre più la sua influenza. Anche se il regime sembrava sicuro, l'insoddisfazione intensa per le condizioni del paese continuò ad aumentare. Un divario sempre più ampio tra la ricchezza posseduta dalle élite politiche, dai proprietari terrieri e dagli altri sostenitori del regime, da un lato, e la povertà dei lavoratori e dei contadini, dall'altro, intensificò l'opposizione al governo monarchico. Dal momento che le classi superiori controllavano il parlamento, i riformisti videro sempre più la rivoluzione come la loro unica speranza di miglioramento. Il rovesciamento della monarchia egiziana del 1952-53, guidato da Gamal Abd el-Nasser fornì uno stimolo per un impegno simile in Iraq.
Il 1º febbraio 1958 la vicina Siria si unì con l'Egitto di Nasser per formare la Repubblica Araba Unita. Ciò indusse i regni hascemiti di Iraq e Giordania a rafforzare i loro legami, stabilendo un'alleanza simile. Due settimane dopo, il 14 febbraio, questa unione venne formalizzata come Federazione Araba. Faysal, come membro più anziano della famiglia hashemita, ne divenne il capo di Stato. La Federazione era utile indirettamente alla politica statunitense che, con il patto di Baghdad, intendeva sanzionare l'esistenza di due soli blocchi ideologicamente contrapposti a livello internazionale, togliendo spazio al movimento dei "Non-allineati", che aveva allora come ispiratori l'indiano Jawaharlal Nehru, l'indonesiano Sukarno, il ghanese Kwame Nkrumah e l'egiziano Gamal Abd el-Nasser.

### Caduta e assassinio

#### Forme di opposizione
La situazione politica di Faysal si deteriorò nel 1956, con le rivolte nelle città di Najaf e Hayy. Nel frattempo, l'attacco di Israele contro l'Egitto, coordinato con il Regno Unito e la Francia in risposta alla nazionalizzazione del canale di Suez attuata da Nasser, esacerbò la repulsione popolare del patto di Baghdad e, quindi, del regime di Faysal. L'opposizione cominciò a coordinare le sue attività; nel febbraio del 1957 venne costituito un "Fronte di Unione Nazionale" che riunì democratici, indipendentisti, comunisti ed appartenenti al Partito Ba'th. Un processo identico seguì all'interno del corpo degli ufficiali iracheni, con la formazione di un "Comitato Supremo dei Liberi Ufficiali". Il governo monarchico cercò di preservare la fedeltà dei militari attraverso benefici generosi, ma questa politica si rivelò inefficace, dato che sempre più ufficiali vennero a simpatizzare con il nascente movimento anti-monarchico. A tutto ciò si aggiunsero le tensioni scaturenti dalla linea giudicata eccessivamente arrendevole della monarchia irachena nei confronti della britannica Iraq Petroleum Company e dall'orientamento a cedere il processo produttivo e di trasformazione del petrolio a compagnie statunitensi e britanniche.

#### Rivoluzione del 14 luglio
Nell'estate del 1958 re Husayn di Giordania chiese assistenza militare agli iracheni durante la crescente crisi in Libano. Le unità dell'esercito iracheno, guidate da Abd al-Karim Qasim si rifiutarono di obbedire e scelsero di marciare su Baghdad, dove il 14 luglio 1958 attuarono un colpo di Stato. Nel corso della rivoluzione, re Faysal II ordinò alla guardia reale di non offrire alcuna resistenza e si arrese agli insorti, contando probabilmente sulla promessa di protezione e di esilio. Verso le 8 del mattino, il capitano Abdul Sattar Sabaa Al-Ibousi, che guidava il gruppo rivoluzionario al palazzo, ordinò al sovrano, al principe 'Abd al-Ilah, a sua moglie Hiyam, a sua madre Nafeesa, alla zia del re Abadiya e a molti servi di riunirsi nel cortile del palazzo. Qui, fu detto loro di girarsi verso la parete; immediatamente furono mitragliati. Faysal, ferito gravemente nella raffica iniziale, venne trasportato in un ospedale, ma morì lungo il percorso. Il suo corpo fu esposto al pubblico appeso a un lampione, per poi venire sepolto in segreto nel mausoleo reale di al-A'zamiyya.
La principessa Hiyam sopravvisse alle ferite e fu in grado di fuggire dal paese. Molti anni dopo, quando lo storico iracheno Safa Khulusi incontrò Al-Ibousi, che era stato un suo studente, e lo interrogò sulla sua parte nella morte del re, egli rispose che "tutto quello che feci fu ricordare la Palestina e il grilletto della mitragliatrice si premette da sé".
Nuri al-Sa'id, il primo ministro di Faysal, venne ucciso dai sostenitori di Qassim il giorno dopo la morte del re. La monarchia hashemita d'Iraq, dopo essere stata ispirata dal governo britannico ad occupare la carica dopo la fine dell'Impero ottomano e sostenuta da un referendum nazionale nel 1921, fu abolita dalla rivoluzione senza il consenso popolare. Il controllo del paese passò a un tripartito "Consiglio della Sovranità", composto dai rappresentanti dei tre principali gruppi etnici iracheni. Seguì un lungo periodo di instabilità politica che si concluse nel 1968 con il trionfo finale del Partito Ba'th, che a sua volta portò all'avvento di Saddam Hussein.

### Fidanzamenti
Faysal inizialmente chiese la mano della principessa Shahnaz Pahlavi, figlia maggiore dello scià Mohammad Reza Pahlavi. L'offerta fu però respinta dalla stessa principessa.
Nel gennaio del 1957 Faysal si fidanzò con la principessa Kiymet Hanım, discendente della dinastia mamelucca dell'Iraq. Il legame fu però rotto tre mesi più tardi.
Al momento della sua morte, il re era fidanzato con la principessa Fazile Hanimsultan, figlia del principe Muhammad 'Ali Ibrahim d'Egitto e della principessa ottomana Zehra Hanzade Sultan. Il loro matrimonio, annunciato a settembre 1957, avrebbe dovuto avere luogo ad agosto 1958, due settimane dopo la morte di Faysal.

## Opere
- How to Defend Yourself (1951), un manuale in arabo sul judo e la difesa personale.[5]

## Intitolazioni
A lui fu intitolata una scuola militare in Giordania la "Kolleyet Al-Shahid Faisal Al-Thani".